# Sympycnidelphus coxalis
Sympycnidelphus coxalis är en tvåvingeart som beskrevs av Robinson 1967. Sympycnidelphus coxalis ingår i släktet Sympycnidelphus och familjen styltflugor. Artens utbredningsområde är Mexiko. Inga underarter finns listade i Catalogue of Life.